# 热尔姆
热尔姆（法語：Germ，法語發音：[ʒɛʁm]）是法国上比利牛斯省的一个市镇，属于巴涅尔德比戈尔区。

## 地理
热尔姆（42°47'36"N, 0°25'33"E）面积12.55 平方千米，位于法国奧克西塔尼大區上比利牛斯省，该省份为法国西南部内陆省份，北至热尔省，西接大西洋比利牛斯省，南与西班牙接壤，东临上加龙省。
与热尔姆接壤的市镇（或旧市镇、城区）包括：卢代尔维耶勒、古奥德拉尔布斯、奥村、卢当维耶勒。

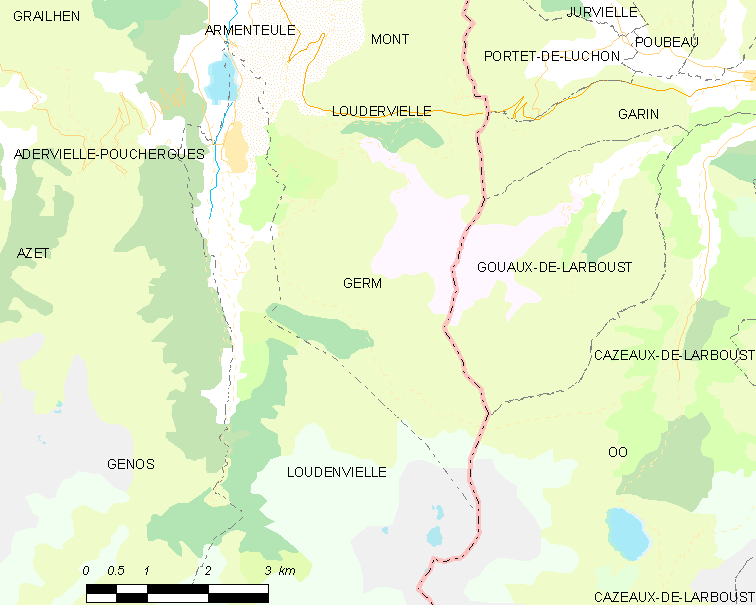
热尔姆的OSM定位图

热尔姆的时区为UTC+01:00、UTC+02:00（夏令时）。

## 行政
热尔姆的邮政编码为65240，INSEE市镇编码为65199。

## 政治
热尔姆所属的省级选区为内斯特-欧尔-卢龙县。

## 人口

1962-2008年间热尔姆人口变化图示

热尔姆于2022年1月1日时的人口数量为33人。